# Xysticus pinocorticalis
Xysticus pinocorticalis är en spindelart som först beskrevs av Jörg Wunderlich 1992.  Xysticus pinocorticalis ingår i släktet Xysticus och familjen krabbspindlar.
Artens utbredningsområde är Kanarieöarna. Inga underarter finns listade i Catalogue of Life.